# Festival d'été de Belœil
Le Festival d’été de Belœil est un organisme à but non lucratif qui organise annuellement un festival de musique dans le Vieux-Beloeil, à moins de trente minutes de Montréal, au Québec. Le site naturel du festival est situé en bordure de la rivière Richelieu, elle-même surplombée par le Mont St-Hilaire.
La mission du Festival d’été de Belœil est d’encourager et promouvoir la culture musicale au Québec, ainsi que toute autre forme d’art, en plus de promouvoir la région de la Vallée du Richelieu. L’événement a déjà accueilli Éric Lapointe, Les Cowboys Fringants, David Usher, Kaliroots avec Junior Marvin, guitariste et chanteur des Wailers, Sylvain Cossette et plusieurs autres artistes. En plus des spectacles qu’offre le Festival d’été de Beloeil sur sa scène principale, les festivaliers foulant le site de l’évènement peuvent profiter d’activités gratuites pour toute la famille telles spectacles pour enfants et prestations de groupes de la relève, prestations de danses, exposition maritime, exposition de divers produits d'artisans locaux, feux d’artifice, etc.
Le Festival d’été de Belœil donne une fenêtre aux groupes émergents à travers le Show de la relève, un concours de musique où plusieurs groupes se voient offrir l’occasion de jouer sur les scènes de l'évènement. Une occasion pour ces artistes de la relève de se faire remarquer par des gens de l’industrie du spectacle et de se faire connaître par le public.

## La programmation au fil des ans

### 1reédition - 14 au 16 juillet 2006
- 14 juillet - Kaliroots et artistes invités (Junior Marvin des Wailers, Martin Deschamps, Paul Piché, et autres)
- 15 juillet-  Robert Charlebois, accompagné de Kulcha Connection
- 16 juillet - Marie-Chantal Toupin

### 2eédition- 9 au 12 août 2007
- 9 août - Kaïn
- 10 août - Les Trois Accords
- 11 août - Les Cowboys Fringants
- 12 août - Éric Lapointe

### 3eédition- 6 au 10 août 2008
- 6 août - Marie-Chantal Toupin
- 7 août - Diane Dufresne et invités (Daniel Lavoie, Richard Séguin, Pierre Flynn, Hubert Reeves, etc.)
- 8 août - Les Porn Flakes et artistes invités (Andrée Watters, Loco Locass, Lulu Hughes, Patrick Bourgeois, Marie-Mai, etc.)
- 9 août - Marie-Élaine Thibert
- 10 août - Grégory Charles

### 4eédition- 13 au 16 août 2009
- 13 août - The Lost Fingers
- 14 août - David Usher suivi du spectacle le Retour des Colocs avec invités spéciaux (Loco Locass, Paul Piché, etc.)
- 15 août - Les Porn Flakes et artistes invités (Guy A. Lepage, Lulu Hughes et Boom Desjardins)
- 16 août - Sylvain Cossette

### 5eédition- 23 au 27 juin 2010
C’est lors du cinquième anniversaire que la formule de l’événement prend un tout nouveau tournant. La durée du festival, s’échelonnant précédemment sur quatre journées de spectacles, s’allonge sur cinq jours et les dates de l’évènement se déplacent du mois d’août pour se rattacher à la semaine de la Fête nationale, faisant ainsi du Festival d’été de Belœil le plus long rassemblement célébrant la Saint-Jean-Baptiste au Québec.
- 23 juin - François Babin et Invités
- 24 juin - Éric Lapointe et artistes invités (Yves Lambert de la Bottine Souriante et Marjo)
- 25 juin - Louis-José Houde
- 26 juin - Mes Aïeux
- 27 juin - Les Cowboys Fringants

### 6eédition- 22 au 26 juin 2011
- 22 juin - Le Boogie Wonder Band
- 23 juin - François Babin et Invités
- 24 juin - Plume Latraverse
- 25 juin - Marie-Mai suivie de Rock Story
- 26 juin - Rachid Badouri suivi d'un Hommage à Pink Floyd par Brain Domage

### 11eédition- juillet 2016
- 7 juillet - Première partie par Styves Lemay suivi de Rachid Badouri
- 8 juillet - Première partie par Undercover suivi d'Éric Lapointe
- 9 juillet - Première partie par Annik Lussier et Le Third Street Band suivi du gala d'humour avec Laurent Paquin, Jérémy Demay et Julien Tremblay